# حجر إسماعيل
حِجْر إسماعيل أو الحَطِيم أو الحِجْر هو بناء على شكل نصف دائرة من الجهة الشمالية من البيت الحرام، وهو في الأصل جزء من الكعبة، ولكن قريش حين بنت الكعبة لم تفي النفقة التي رصدتها لأجل البناء، فأخرجوا ذلك الجزء من بناء البيت، وأحاطوه بسياج، حتى يعلم أن ذلك المكان جزء من البيت. يقع الحِجْر بين الركن الشامي والعراقي، وبينه وبين كلا الركنين ممر يوصل إلى داخله. يُعد الحجر جزءًا من الكعبة ويأخذ أحكامها لرواية عائشة أن الرسول قال: «صلي في الحِجْر إذا أردت دخول البيت فإنما هو قطعة من البيت».
أصل الحِجْر أن إبراهيم الخليل حين بنى الكعبة مع ابنه إسماعيل، جعل بجنب الكعبة من جهة الشمال حِجْراً مدوَّراً حولها، وبنى عليه عريشًا من أراك لغنم إسماعيل تؤوي إليه.
لما أرادت قريش بناء الكعبة لم تجد من النفقة الحلال ما يكفي لعمارتها، فبنوها بما معهم من المال الحلال، واقتطعوا من جهة شمال الكعبة التي فيها الميزاب نحو سبعة أذرع، وضموها إلى حِجْر إسماعيل. بعد أن بُعث النبي محمد، رغب أن يُعيد بناء الكعبة كما كان على قواعد إبراهيم، وأن يضم إليها ما اقتطعته قريش منها وجعلته في الحِجْر، لكنه لم يفعل ذلك، لأن الناس كانوا حديثي عهد بجاهلية. لما احترقت الكعبة زمن إمارة عبد الله بن الزبير لمكة، هدمها وأعاد بناءها على الصورة التي كان يرغب فيها النبي، فأدخل فيها ما اقتطع من الحجر. عندما قتل ابن الزبير عام 73 هـ، كتب الحجاج بن يوسف الثقفي إلى الخليفة عبد الملك بن مروان يعلمه بما فعل ابن الزبير في بناء الكعبة، فكتب إليه عبد الملك أن يعيد الحجر كما كان في عهد النبي، فنقض الحجاج الكعبة وأعاد بناءها على سابق عهدها. في عهد الدولة العباسية أراد الخليفة المهدي أن يبني الكعبة على ما بناها ابن الزبير، فاستشار الإمام مالك بن أنس فنهاه عن ذلك، وقال: «إني أكره أن يتخذها الخلفاء لعبة، هذا يرى رأي ابن الزبير، وهذا يرى رأي عبد الملك بن مروان، وهذا يرى رأياً آخر»
للحِجْر فضل عظيم، فالصلاة فيه مستحبة لأنه من البيت، وقد صح عن النبي أنه دخل الكعبة عام الفتح وصلى فيها ركعتين، وروت عائشة أنها لما أرادت دخول الكعبة قال لها النبي: «صلي في الحجر فإنه من البيت». وكان عبد الله بن عباس يقول: «صلوا في مصلى الأخيار، واشربوا من شراب الأخيار، قيل: ما مصلى الأخيار، قال: تحت الميزاب، قيل: وما شراب الأبرار، قال: ماء زمزم». والموضع الذي ذكره ابن عباس أنه تحت ميزاب الكعبة يقع داخل الحِجْر.

## التسمية
- حِجْر: وسمي الحجر حجرًا، لأنه حُجر من البيت، وكل بناء بنيته فحجرت عليه من الأرض يسمى حَجرًا، وهو مثل حِجر الإنسان أي حضنه، فهو حجر الكعبة. فالحِجْر إذا أطلق عامةً فالمراد به حِجْر الكعبة المشرفة، وهو مكان معروف بجانب الكعبة مما يلي الميزاب شمال الكعبة، وهو محوط مدوَّر على صورة نصف دائرة، وله فتحتان من طرفيه، للدخول إليه والخروج منه. يقول القاضي عياض: «حجر الكعبة وهو ما تركت قريش من بنائها على أسس إبراهيم صلى الله عليه وسلم، وحجرت على المواضع ليعلم أنه من الكعبة، فسمي حجرًا لكن فيه زيادة على ما فيه من البيت، حده في الحديث بنحو من سبعة أذرع». قال الجوهري : «حجر الكعبة، وهو ما حواه الحطيم المدار بالبيت جانب الشمال. وكل ما حجرته من حائط فهو حجر». قال ياقوت الحموي: «ولقد سمي حِجْرًا ؛ لأن قريشًا في بنائها تركت من أساس إبراهيم، وحجرت على المواضع، ليعلم أنه من الكعبة». قال الأزهري: «الحِجْر حطيم مكة، كأنه حجرة مما يلي المثعب من البيت».[4]
- جَدْر: ورد في صحيحي البخاري ومسلم أن عائشة بنت أبي بكر سألت رسول الله عن الجدر أمن البيت هو، قال: نعم.[5] ورُوي عن ابن عباس أن رجل قال له أرأيت الحطيم قال: «لا حطيم، إن أهل الجاهلية كانوا يسمونه الحطيم، وإنما هو الجَدْر، كان أحدهم إذا حلف جاء بمحجنة أو بسوطه فوضعه عليه، وإنما هو الجَدْر، فمن طاف بالبيت فليطف من روائه».[6]
- حِجْر إسماعيل: سمي بذلك لأن إبراهيم جعله حِجْرًا لإسماعيل يأوي إليه هو وغنمه، وجعل فوقه عريشًا من أراك.[7]
- حُفرَة إسماعيل يقول ابن الضياء القرشي الحنفي: «ويسمى أيضًا حفرة إسماعيل عليه الصلاة والسلام، لأن الحجر قبل بناء الكعبة كان زربًا لغنم إسماعيل عليه السلام».[7]
- حَطِيْم: قل ابن الضياء: «والمشهور عند الأصحاب - أي الأحناف - أن الحطيم اسم للموضع الذي فيه الميزاب، وبينه وبين البيت فرجة، فسمي هذا الموضع حطيمًا، لأنه محطوم من البيت - أي مكسور منه - فعيل بمعنى مفعول، كقتيل بمعنى مقتول، وقيل: فعيل بمعنى فاعل أي حاطم، كعليم بمعنى عالم، لأنه جاء في الحديث: من دعا على من ظلمه فيه حطمه الله».[7] وقال الأزرقي: « فسمي هذا الموضع الحطيم لأن الناس كانوا يحطمون هنالك بالأيمان، ويستجاب فيه الدعاء على الظالم للمظلوم، فقَلَّ من دعا هنالك على ظالم إلا هلك، وقَلَّ من حلف هنالك إثما إلا عجلت له العقوبة، فكان ذلك يحجز بين الناس عن الظلم، ويتهيب الناس الأيمان هنالك، فلم يزل ذلك كذلك حتى جاء الله بالإسلام، فأخر الله تعالى ذلك لما أراد إلى يوم القيامة».[8]

قال ابن عثيمين: «هذا الحجر يسميه كثير من العوام حجر إسماعيل، ولكن هذه التسمية خطأ ليس لها أصل، فإن إسماعيل لم يعلم عن هذا الحِجر، لأن سبب هذا الحِجر أن قريشًا لما بنت الكعبة، وكانت في الأول على قواعد إبراهيم ممتدة نحو الشمال، فلما جمعت نفقة الكعبة وأرادت البناء، قصرت النفقة فصارت لا تكفي لبناء الكعبة على قواعد إبراهيم، فقالوا نبني ما تحتمله النفقة، والباقي نجعله خارجا ونحجر عليه حتى لا يطوف أحد من دونه، ومن هنا سمى حِجْرًا، لأن قريشا حجرته حين قصرت بها النفقة، ولهذا قال النبي صلى الله عليه وسلم لعائشة رضي الله عنها: لولا أن قومك حديثو عهد بكفر لبنيت الكعبة على قواعد إبراهيم، ولجعلت لها بابين، بابا يدخل منه الناس، وبابًا يخرج منه.».

## الوصف
ورد في موقع الحطيم من الكعبة عدة أقول، فالإمام مالك بن أنس في المدونة الكبرى يقول في تفسير الحطيم: «هو ما بين الباب إلى المقام». وقال ابن حبيب: «هو ما بين الركن الأسود إلى الباب إلى المقام». وقال ابن جريج: «الحطيم ما بين الركن والمقام وزمزم والحِجِرْ». من أوائل من وصف حجر إسماعيل من المؤرخين الأزرقي (ت: 250 هـ): «الحجر مدور وهو ما بين الركن الشامي والركن الغربي، وأرضه مفروشة برخام، وهو مستو بالشاذروان الذي تحت إزار الكعبة، وعرضه من جدر الكعبة من تحت الميزاب إلى جدر الحجر سبعة عشر ذراعاً وثماني أصابع وذرع ما بين بابي الحجر عشرون ذراعاً وعرضه اثنان وعشرون ذراعاً، وذرع من داخله في السماء ذراع وأربعة عشر أصبعاً، وذرعه مما يلي الباب الذي يلي المقام ذراع وعشر أصابع وذرع جدر الحجر الغربي في السماء ذراع وعشرون أصبعاً، وذرع طول جدر الحجر من خارج مما يلي الركن الشامي ذراع وستة عشر أصبعاً، وطوله من وسطه في السماء ذراعان وثلاث أصابع الرخام من ذلك ذراع وأربع عشرة أصبعاً، وعرض الجدار ذراعان إلاّ أصبعين، والجدر ملبس رخاماً، وفي أعلاه في وسط الجدار رخامة خضراء طولها ذراعان إلاّ أصبعين وعرضها ذراع وثلاث أصابع قال أبو محمد الخزاعي: وقد حولت هذه الرخامة فجعلت تحت الميزاب مما يلي الكعبة».
ثم جاء بدر الدين بن جماعة (ت: 733 هـ) ووصف الحجر بقوله: «وحررته سنة ثلاث وخمسين وسبعمئة لما كنت مجاورًا بمكة: ذرع دائرة الحجر من داخله من الفتحة إلى الفتحة: إحدى وثلاثين ذراعًا وثلث، ومن خارجه من الفتحة إلى الفتحة: سبعة وثلاثين ذراعًا ونصف ذراع ونصف وربع وثمن، ومن الفتحة إلى الفتحة على الاستواء: سبعة عشر ذراعًا، ومن صدر دائرة الحجر من داخله إلى جدار البيت تحت الميزاب: خمسة عشر ذراعًا، وعرض جدار الحجر: ذراعان وثلث وثمن، وارتفاعه عن أرض المطلق مما يلي الفتحة التي من جهة المقام: ذراعًا وثلثا ذراع وثمن، وارتفاعه مما يلي الفتحة الأخرى: ذراع ونصف وثلث وربع، وارتفاعه من وسطه: ذراع وثلث ذراع، وسعته ما بين جدار الحجر والشاذروان عند الفتحة التي من جهة المقام: أربعة أذرع وثلث، كل ذلك حررته بذراع القماش المستعمل في زماننا».

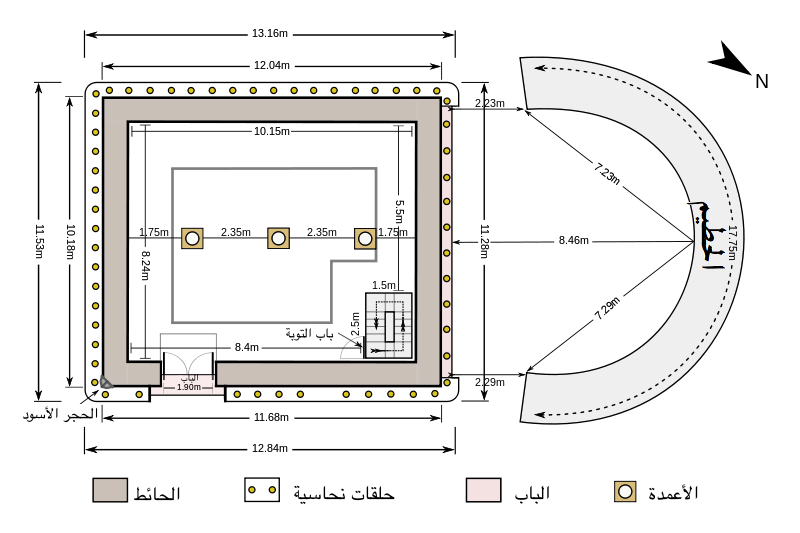
تخطيط هندسي للكعبة المشرفة ويظهر امتداد الحِجْر من الناحية الشمالية للكعبة بين الركن الشامي والعراقي

وقال تقي الدين الفاسي (ت: 832 هـ) في كتاب شفاء الغرام بأخبار البلد الحرام: «وقد حررنا أمورًا تتعلق بالحجر، فكان ما بين وسط جدار الكعبة الذي فيه الميزاب إلى مقابله من جدار الحجر: خمسة عشر ذراعًا، وكان عرض جدار الحجر من وسطه: ذراعين وربع. وسعة فتحة الحجر الشرقية: خمسة أذرع. وكذلك سعة الغربية بزيادة قيراط. وسعة ما بين الفتحتين من داخل الحجر، سبعة عشر ذراعا وقيراطان، وارتفاع جدار الحجر من داخله عند الفتحة الشرقية: ذراعان إلا قيراطا. ومن خارجه عندها: ذراعان وقيراطان. وارتفاع جدار الحجر داخله ومن وسطه: ذراعان إلا ثلث. ومن خارجه: ذراعان وقيراطان، وارتفاع جدار الحجر من داخله عند الفتحة الغربية: ذرعان إلا قيراطا. ومن خارجه عندها: ذراعان وثمن ذراع، كل ذلك بذراع الحديد».
قال الديار بكري (ت: 966 هـ) يصف الحِجْر في كتابه تاريخ الخميس في أحوال أنفس النفيس: «وجدت عرض الحجر من تحت إزار الكعبة إلى جدار الحجر سبعة عشر ذراعًا وسبعة عشر أصبعًا، وما بين بابي الحجر عشرين ذراعًا وتسعة عشر أصبعًا وعرض كل من بابي الحجر خمسة أذرع وأربعة عشر أصبعًا، ووجدت ارتفاع جدار الحجر من الأرض ذراعين وثمانية أصابع وعرض جدار الحجر ذراعين وأحدًا وعشرين أصبعًا، ووجدت ذرع تدوير جدار الحجر من داخله أربعة وثلاثين ذراعًا وسبعة عشر أصبعًا، ومن خارجه أربعة وأربعين ذراعًا وأربعة أصابع، فذرع طوفة واحدة حول الكعبة والحجر على ما ذرعه مئة وسبعة وأربعون ذراعا وثلاثة أصابع».
أما فيمن وصف مقاساته في العصر الحديث: إبراهيم رفعت باشا في كتابه مرآة الحرمين لرحلة الحج في عام 1318 هـ الموافق 1901م قال: «فهو بناء مستدير على شكل نصف دائرة وارتفاعه من الداخل 123 سم، وعرض جداره من الأعلى 152 سم، ومن الأسفل 144 سم، وهو بناء مغلف بالرخام، وأحد طرفيه محاذ للركن الشامي، والآخر محاذ للركن الغربي من الكعبة، وله من الجهتين فتحتان، سعة الفتحة من طرفها الشرقي وآخر الشذروان 2.30م، وسعة الفتحة الأخرى التي بين طرفه الغربي ونهاية الشذروان 2.23م، والمسافة بين الطرفين 8م، أما مسافة الأرض بين جدار الكعبة الشمالي وبين الحجر 12م، والمسافة من منتصف جدار الكعبة الشمالي ووسط تجويف الحطيم من الداخل 8.44م». أما ذرع الحِجْر بالمتر في عصرنا الحالي، فطوله من وسط التدويرة من جدار الحجر الداخلي إلى جدار الكعبة الخارجي الشمالي: ثمانية أمتار وستة وأربعون ونصف سنتيمتر.

## التاريخ
أصل حِجْر إسماعيل، أن إبراهيم الخليل حين بنى الكعبة مع ابنه إسماعيل، جعل بجنب الكعبة من جهة الشمال حِجْراً مدوَّراً حولها، وبنى عليه عريشاً من أراك لغنم إسماعيل تؤوي إليه. لما أرادت قريش بناء الكعبة قبل بعثة النبي وكانت قد تهدّمت، اجتمعت وعزمت على رفعها وتسقيفها، فلما أجمعوا أمرهم في هدمها وبنيانها قام أبو وهب بن عمرو بن عائذ خال والد النبي، فتناول من الكعبة حجرًا فوثب من يده حتى رجع إلى موضعه، فقال: يا معشر قريش لا تدخلوا في بنيانها من كسبكم إلا طيبًا، لا يدخل فيها مهر بغي، ولا بيع ربا، ولا مظلمة أحد من الناس. لم تجد قريش من النفقة الحلال ما يكفي لعمارتها، فبنوها بما معهم من المال الحلال، واقتطعوا من جهة شمال الكعبة التي فيها الميزاب نحو سبعة أذرع، وضموها إلى حِجْر إسماعيل.
بعد أن بُعث النبي وبالتحديد في فتح مكة، رغب أن يُعيد بناء الكعبة كما كان على قواعد إبراهيم، وأن يضم إليها ما اقتطعته قريش منها وجعلته في الحِجْر، لكنه لم يفعل ذلك، لأن الناس كانوا حديثي عهد بجاهلية، فخشي أن تنكر قلوبهم ذلك، روت عائشة بنت أبي بكر قالت: «سألت النبي صلى الله عليه وآله وسلم عن الحجر أمن البيت هو، قال نعم، قلت فما لهم لم يدخلوه في البيت، قال إن قومك قصرت بهم النفقة، قلت فما شأن بابه مرتفعا، قال فعل ذلك قومك ليدخلوا من شاؤوا ويمنعوا من شاؤوا، ولولا أن قومك حديث عهدهم بالجاهلية فأخاف أن تنكر قلوبهم أن أدخل الحجر في البيت وأن ألصق بابه الأرض». وفي رواية أخرى قالت عائشة: «أن رسول الله صلى الله عليه وسلم قال: ألم تري أن قومك حين بنوا الكعبة اقتصروا عن قواعد إبراهيم، قالت فقلت يا رسول الله أفلا تردها على قواعد إبراهيم، فقال رسول الله صلى الله عليه وسلم: لولا حدثان قومك بالكفر لفعلت».

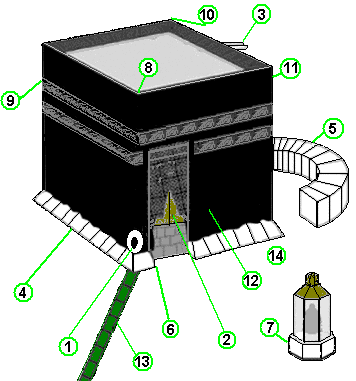
صورة لأجزاء الكعبة المتصلة والمنفصلة، يمثل الحِجْر رقم 5

لما احترقت الكعبة، وتهدم بعض أطرافها في زمن إمارة عبد الله بن الزبير لمكة حين غزاها جيش يزيد بن معاوية، أكمل هدمها عبد الله بن الزبير حتى ألحقت بالأرض وكانت قد مالت حيطانها من حجارة المنجنيق وجعل الحجر الأسود عنده وكان الناس يطوفون من وراء الأساس، وأعاد بناءها على الصورة التي كان يرغب فيها النبي، فأدخل فيها ما اقتطع من الحجر، وجعل الكعبة بابين، وزاد في ارتفاعها. روى مسلم في صحيحه عن عطاء قال: «لما احترق البيت زمن يزيد بن معاوية حين غزاها أهل الشام فكان من أمره ما كان تركه ابن الزبير حتى قدم الناس الموسم يريد أن يجرئهم -أو يحربهم- على أهل الشام، فلما صدر الناس قال يا أيها الناس أشيروا علي في الكعبة أنقضها ثم أبني بناءها، أو أصلح ما وهي منها، قال ابن عباس: فإني قد فرق لي رأي فيها أرى أن تصلح ما وهي منها وتدع بيتا أسلم الناس عليه وأحجارا أسلم الناس عليها وبعث عليها النبي صلى الله عليه وسلم، فقال ابن الزبير لو كان أحدكم احترق بيته ما رضي حتى يُجدَّه فكيف بيت ربكم، إني مستخير ربي ثلاثا ثم عازم على أمري فلما مضى الثلاث أجمع رأيه على أن ينقضها فتحاماه الناس أن ينزل بأول الناس يصعد فيه أمر من السماء حتى صعده رجل فألقى منه حجارة فلما لم يره الناس أصابه شيء تتابعوا فنقضوه حتى بلغوا به الأرض فجعل ابن الزبير أعمدة فستر عليها الستور حتى ارتفع بناؤه، وقال ابن الزبير: إني سمعت عائشة تقول إن النبي صلى الله عليه وسلم قال: لولا أن الناس حديث عهدهم بكفر وليس عندي من النفقة ما يقوى على بنائه لكنت أدخلت فيه من الحجر خمس أذرع ولجعلت لها بابا يدخل الناس منه وبابا يخرجون منه، قال فأنا اليوم أجد ما أنفق ولست أخاف الناس، فزاد فيه خمس أذرع من الحجر حتى أبدى أسانظر الناس إليه فبنى عليه البناء وكان طول الكعبة ثماني عشرة ذراعا فلما زاد فيه استقصره فزاد في طوله عشر أذرع وجعل له بابين أحدهما يدخل منه والآخر يخرج منه».
عندما قتل ابن الزبير عام 73 هـ، كتب الحجاج بن يوسف الثقفي إلى الخليفة عبد الملك بن مروان يخبره بذلك، ويعلمه بما فعل ابن الزبير في بناء الكعبة، فكتب إليه عبد الملك أن يقر طول الكعبة على ما فعله ابن الزبير، وأن يعيد الحجر كما كان في عهد النبي، فنقض الحجاج الكعبة وأعاد بناءها كما طلب منه عبد الملك بن مروان. روى مسلم عن حديث عطاء قال: «فلما قتل ابن الزبير كتب الحجاج إلى عبد الملك بن مروان يخبره بذلك ويخبره أن ابن الزبير قد وضع البناء على أس نظر إليه العدول من أهل مكة فكتب إليه عبد الملك إنا لسنا من تلطيخ ابن الزبير في شيء، أما ما زاد في طوله فأقره، وأما ما زاد فيه من الحجر فرده إلى بنائه وسد الباب الذي فتحه، فنقضه وأعاده إلى بنائه». ثم إن عبد الملك صح له حديث عائشة فندم على ما فعل، فقد ورد في صحيح مسلم عن أبي قزعة: «أن عبد الملك بن مروان بينما هو يطوف بالبيت إذ قال: قاتل الله ابن الزبير حيث يكذب على أم المؤمنين يقول سمعتها تقول قال رسول الله صلى الله عليه وسلم: يا عائشة لولا حدثان قومك بالكفر لنقضت البيت حتى أزيد فيه من الحجر فإن قومك قصروا في البناء، فقال الحارث بن عبد الله بن أبي ربيعة: لا تقل هذا يا أمير المؤمنين فأنا سمعت أم المؤمنين تحدث هذا، قال لو كنت سمعته قبل أن أهدمه لتركته على ما بنى ابن الزبير».
في عهد الدولة العباسية أراد الخليفة المهدي أن يبني الكعبة على ما بناها ابن الزبير، فاستشار الإمام مالك بن أنس فنهاه عن ذلك، قال ابن كثير في البداية والنهاية: «وقد همّ ابن المنصور المهدي أن يعيدها على ما بناها ابن الزبير واستشار الإمام مالك بن أنس في ذلك فقال: إني أكره أن يتخذها الخلفاء لعبة، هذا يرى رأي ابن الزبير، وهذا يرى رأي عبد الملك بن مروان، وهذا يرى رأياً آخر».

## العمارة

### رخام الحِجْر

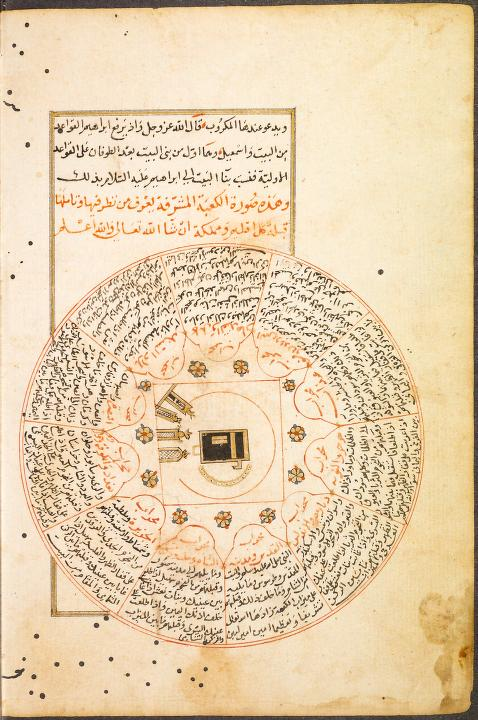
رسمة للمسجد الحرام للمؤرخ ابن الوردي (ت: 749 هـ / 1349م) يظهر فيها الحجر شمال الكعبة ويقع أعلاه ميزاب الكعبة

ذكر المؤرخ عبد القادر بن محمد الجزيري أن أول من رَخَّم الحِجْر هو الحجاج بن يوسف الثقفي، لما أخرجه من البيت ورده على ما كان في زمن قريش، ثم كان أول من رخمه بعد ذلك أبي جعفر المنصور سنة 141 هـ، وفيه أنه لما حج دعا زياد بن عبد الله الحارثي أمير مكة وقال له: إني رأيت الحِجْر مبنيًا بحجارة البادية فلا أصبح حتى يصير جدار الحجر بالرخام، فدعا زياد بالعمال فعملوا بالسرج قبل أن يصبح. في سنة 161 هـ قام جعفر بن سليمان بن علي في خلافة المهدي بفرش باطن الحجر بالرخام الأبيض والأخضر، قال محمد بن إسحاق الفاكهي: «وأما البلاطة الخضراء التي في الحجر فبعث بها أحمد بن طريف من مصر سنة 241 هـ وذرعها ذراع وثلاث أصابع». قال الأزرقي: وكان عبد الله بن عبيد الله بن عباس بن محمد الهاشمي أمر أن يُقلع له لوح من رخام الحجر يسجد عليه فقلع له في الموسم فأرسل أحمد بن طريف مولى العباس بن محمد الهاشمي برخامتين خضراوين من مصر هدية للحجر مكان ذلك اللوح وهي الرخامة الخضراء على سطح جدار الحجر مقابل الميزاب على هيئة الزورق، والرخامة الأخرى هي الرخامة الخضراء التي تحت الميزاب تلي جدر الكعبة فجعلتا في هذين الموضعين وهما من أحسن رخام في المسجد خضرة قال أبو محمد الخزاعي: ثم حولت التي كانت على ظهر الحجر فجعلت تحت الميزاب مقابل الميزاب أمام الرخامتين اللتين على هيئة المحراب في سنة ثلاث وثمانين ومائتين».
وممن عَمَّر الحِجْر المعتضد العباسي سنة 248 هـ وسبب ذلك أن الحَجَبَة كتبوا إليه بذلك فأمر بعمارته. وفي سنة 826 هـ أمر بتعمير أرض الحجر الأشرف بارسباي. وفي سنة 852 هـ وصلت كسوة إلى الحِجْر مع كسوة البيت الحرام، ولأنه لن تجر بذلك العادة، وضعت الكسوة في جوف الكعبة، ثم كسي بها الحجر من الداخل في العشرين من ذي الحجة سنة 853 هـ من قبل جقمق الجراسكي. في عام 881 هـ غُير رخام الحجر من داخله وخارجه، ورصصت الشقوق التي بين أحجار المطاف، ورخم داخل الكعبة من قبل السلطان قايتباي. في عام 916 هـ أمر قانصوه الغوري بترخيم حجر الكعبة، ونُقش اسمه على الرخام، وفيه أنه أمر بهدم الحِجْر كله، وتعميره من جديد من الداخل بالرخام ومن الخارج بالحجارة. وبعدها بثلاث سنوات أمر قانصوه بنقض الحجر وإعادته بالرخام الأبيض والأسود وشده بالجص والرصاص، فبنى خمس مداميك رخام أبيض وأربع مداميك رخام أسود، وسمك كل مدماك مقدار سبعة أصابع، ثم تفكك بعض أحجار الحجر، فأعادها الأمير خوشكلدي ورمم في سنة 951 هـ. في عام 1260 هـ قام السلطان عبد المجيد الأول بعمارة الحِجْر، وروي أنه شُوهد في أرض الحجر أحجارًا كبار كالإبل بعضها مشتبك ببغض، وبينها وبين جدار البيت نحو ستة أذرع. كما وجد في هذه العمارة جدر قصير رُدم من حجارة البادية داخل البناء الذي هو الرخام دائر ما يدور الحجر، ويدل هذا الجدر على أن هذا التحويط من زمن قريش، ثم جاءت الملوك وحوطت عليه بالرخام وجعلته جزءً من الحجر. في عام 1283 هـ حصل تجديد لنصف أرض الحِجْر من جهة مقام الحنفي.
في العهد السعودي عُمِّر الحِجْر سنة 1397 هـ تعميرًا جديدًا، وفرشت أرضه بالحجر البارد الذي جلب من اليونان، كما هو في أرض المطاف، وجعل على جداره ثلاثة فوانيس معدنية في غاية تضاء بالكهرباء. وفي سنة 1417 هـ بعد الترميم الشامل للكعبة الذي تم في عهد الملك فهد بن عبد العزيز، تم إزالة الرخام القديم لجدران وأرضية الحجر، واستبداله برخام جديد، كما تم تنظيف الفوانيس الموجودة على الجدران وإعادتها إلى موقعها السابق، وتم عمل حاجز من الحبال لمدخل الحِجْر متين القوام، منمق الشكل يتناسب مع مكانة الحجر، ويفتح الحاجز بصورة دائمة، ويغلق عند الحاجة فقط. في عهد الملك عبد الله بن عبد العزيز تم وضع أبواب للحجر كما تم تغيير الفوانيس السابقة بفوانيس جديدة. في شهر محرم من عام 1437 هـ أكملت الرئاسة العامة لشؤون المسجد الحرام والمسجد النبوي الشريف تغيير رخام حجر إسماعيل، بعد عمل متواصل لأكثر من أسبوعين تم إجراء صيانة شاملة من الجدران الداخلي والخارجي لحجر إسماعيل. وقال الرئيس العام لشؤون المسجد الحرام والمسجد النبوي عبد الرحمن السديس: «إنه تم استبدال 46 قطعة من بلاط الحطيم، منها 22 علوي، و24 للجدار، ويقدر سمك الرخام 5 سم».

## الفضل والأحكام
للصلاة في الحِجْر فضل عظيم، فعن ابن عباس قال: «صلوا في مصلى الأخيار، واشربوا من شراب الأبرار». قيل لابن عباس: ما مصلى الأخيار، قال: تحت الميزاب، قيل: وما شراب الأبرار، قال: ماء زمزم. والموضع الذي ذكره ابن عباس أنه تحت ميزاب الكعبة يقع داخل الحِجْر. وروي عن عبد الله بن عمر قوله: «أن قبلة النبي صلى الله عليه وسلم تحت الميزاب». وفي رواية أخرى أنه قال في آية فلنولينك قبلة ترضاها: «قبلة إبراهيم تحت الميزاب». يعني في الحجر. وروي عن عثمان بن عفان أنه أقبل ذات يوم فقال لأصحابه: «ألا تسألوني من أين جئت، قالوا: من أين جئت يا أمير المؤمنين، قال: كنت قائمًا على باب الجنة، وكان قائمًا تحت الميزاب يدعو الله عنده». ويروى عن أبي هريرة وسعيد بن جبير وزين العابدين بن الحسين أنهم كانوا يلتزمون ما تحت الميزاب من الكعبة. وقال ابن إسحاق في السيرة النبوية: «إن إسماعيل عليه السلام دفن مع أمه عليها السلام في الحجر». ويقال أن موضع قبر إسماعيل بين الميزاب إلى باب الحجر الغربي.
الصلاة في حجر إسماعيل مستحبة عند عموم علماء المسلمين لأنه من البيت، وقد صح عن النبي: أنه
دخل الكعبة عام الفتح وصلى فيها ركعتين، وقد روت عائشة بنت أبي بكر لما أرادت دخول الكعبة: «كنت أحب أن أدخل البيت فأصلي فيه فأخذ رسول الله صلى الله عليه وسلم بيدي فأدخلني في الحجر فقال صلي في الحجر إذا أردت دخول البيت فإنما هو قطعة من البيت، فإن قومك اقتصروا حين بنوا الكعبة فأخرجوه من البيت». أما الفريضة فالأحوط عدم أدائها في الكعبة أو في الحجر، لأن النبي لم يفعل ذلك ولأن بعض أهل العلم قالوا: إنها لا تصح في الكعبة ولا في الحجر لأنه من البيت، قال ابن قدامة: «لا تصح الفريضة في الكعبة ولا على ظهرها، وجوزه الشافعي وأبو حنيفة لأنه مسجد، ولأنه محل لصلاة النفل فكان محلا للفرض كخارجها، ولنا: قول الله تعالى وحيث ما كنتم فولوا وجوهكم شطره والمصلي فيها أو على ظهرها غير مستقبل لجهتها، والنافلة مبناها على التخفيف والمسامحة، بدليل صلاتها قاعدا وإلى غير القبلة في السفر على الراحلة». أما ركعتا الطواف فإنه يستحب الإتيان بهما خلف مقام إبراهيم إن أمكن ذلك، ويصح الإتيان بهما في أي مكان من الحرم حتى في الحجر عند الجمهور، قال ابن المنذر النيسابوري: «أجمع العلماء على أن ركعتي الطواف تصحان حيث صلاهما، إلا مالكًا فإنه كره فعلهما في الحجر».
يُعد الحٍجْر جزءًا من الكعبة، فلا يجوز لطائف بالبيت في حج أو عمرة أو نفل أن يدخل من حجر إسماعيل ولا يجزئه ذلك لو فعله، لأن الطواف بالبيت والحجر من البيت، لقول الله: وليطوفوا بالبيت العتيق، ولما روته عائشة قالت: «سألت رسول الله صلى الله عليه وسلم عن الحجر قال: هو من البيت» وفي لفظ قالت: «إني نذرت أن أصلي في البيت قال: صلي في الحجر فإن الحجر من البيت». أما حكم اتجاه القبلة لمن صلى داخل الحجر، فقال العلماء أن ليس كل الحجر الموجود اليوم من الكعبة، بل الذي منها مقدار ستة أذرع، وقد نص عدد من الفقهاء على أن من صلى في الحجر فإنه يستقبل الكعبة ولو صلى إلى غير الكعبة بطلت صلاته، قال الحطاب المالكي: «أما الحجر فلا تصح الصلاة فيه إلا إلى الكعبة فلو شرق أو غرب أو استدبر الكعبة فصلاته باطلة»، وممن قال بالبطلان الحنفية والمالكية في المعتمد الراجح عندهم، والشافعية، وفريق من الحنابلة كابن حامد الحسن بن حامد البغدادي، وأبو الوفاء بن عقيل. وقد ذكر بعض الفقهاء أقوالًا حاصلها أن لا وجه لإبطال الصلاة ما دام الحجر من الكعبة، وممن قال بهذا القول الحنابلة في المعتمد عندهم، وهو قول عند المالكية اعتمده فريق منهم كأبي الحسن اللخمي، وهو قول مشهور عند الشافعية.